# Decodon (chi cá)
Decodon là một chi cá biển thuộc họ Cá bàng chài. Các loài trong chi này được tìm thấy ở cả 3 đại dương lớn là Ấn Độ Dương, Thái Bình Dương và Đại Tây Dương.

## Từ nguyên
Từ định danh của chi được ghép bởi 2 từ trong tiếng Latinh: deci ("số mười") và odon ("răng"), hàm ý đề cập đến 10 chiếc răng nanh (8 ở trước và 2 ở sau) của D. puellaris, loài điển hình của chi.

## Các loài
Có 4 loài được công nhận là hợp lệ trong chi này, bao gồm:
- Decodon grandisquamis (Smith, 1968)
- Decodon melasma Gomon, 1974
- Decodon pacificus (Kamohara, 1952)
- Decodon puellaris (Poey, 1860)